# 卢庆骏
卢庆骏（1913年—1995年），男，江苏镇江人，中国数学家、数学教育家、导弹与航天技术专家，曾任第三届全国人大代表，第二、三、五、六、七届全国政协委员。